# Haargroeimiddel
Haargroeimiddelen zijn middelen waarmee geprobeerd wordt kaalheid te bestrijden. Er is een klein aantal middelen waarvan de werkzaamheid in wetenschappelijke onderzoeken is aangetoond, zoals finasteride, minoxidil, ketoconazol en dutasteride.
Veel als haargroeimiddel aangeprezen middelen zijn onwerkzaam. Van de middelen waarvan de werkzaamheid is aangetoond is het klinisch effect meestal gering en de kans op succes wisselt per geval. Bij staken van de behandeling gaat het teruggegroeide haar meestal weer verloren.